# Johnny Boy Soprano
John Francis "Johnny Boy" Soprano, interpretato da Joseph Siravo, è il padre di Tony, protagonista della serie televisiva I Soprano: deceduto per un enfisema nel 1986, (mentre le vicende della famiglia, nella linea temporale, partono dal 1999) appare nella serie solo in scene in flashback, dalla prima alla quinta stagione. Nella sesta stagione appare invece in una foto, in un unico episodio (ep. 80). In italiano è doppiato da Antonio Palumbo.
Nella pellicola del 2021 I molti santi del New Jersey, prequel ambientato negli anni Sessanta, il personaggio è interpretato da Jon Bernthal.

## Biografia
Ciò che si sa del padre di Tony emerge dai dialoghi del figlio con la dott.ssa Melfi, dai racconti della moglie Livia, del fratello Corrado e di altri conoscenti dell'epoca, che rivelano a Tony elementi del passato del padre nel corso delle stagioni: in particolare, sono assai importanti quelli di Hesh Rabkin e dell'amante di Johnny Boy, Fran, incontrata da Tony nell'ep. 59.
Figlio di immigrati italiani originari di Ariano, Corrado Soprano e Mariangela D'Agostino, assieme al fratello maggiore Corrado Junior, Johnny Boy gestiva la malavita organizzata del New Jersey fin dall'inizio degli anni sessanta, sotto la gestione del boss Domenico Ercole DiMeo, da cui prese il nome, in epoca moderna, la famiglia mafiosa (tuttavia generalmente indicata come "Famiglia Soprano", proprio per l'attività dei due fratelli che era di primissimo piano all'interno dell'organizzazione, come rilevato dai dialoghi fra zio e nipote nell'ultimo episodio della serie). Ercole DiMeo non si vede mai come personaggio nella serie, tuttavia si fa spesso riferimento a lui (chiamandolo "il vecchio"), perché ancora in vita e condannato all'ergastolo in una prigione federale di Springfield (dialoghi fra Gigi Cestone e "Spoons" Parisi nell'ep. 14).
Durante le stagioni Johnny Boy viene spesso decantato come "grande uomo" dal figlio e lodato dalla moglie Livia, che ne piange non di rado la scomparsa.
Durante le sedute con la psicologa, Tony ha modo di ricordare alcuni episodi riguardanti il padre. Dai suoi ricordi, Johnny emerge come un padre particolare: esperto criminale e valoroso "uomo d'onore", severo con i figli ma amorevole, marito e amante appassionato.
Johnny da principio nasconde il suo "lavoro" ai figli, sfruttandoli anche come copertura per la sua attività (ep. 7).
Tony scopre da Hesh Rabkin, storico consigliere della Famiglia, che anche il padre soffriva di attacchi di panico (così come poi sarebbe accaduto a A.J.), ma a quei tempi "Johnny non avrebbe mai accettato di farsi curare".
Uno degli episodi più rilevanti della vita di Tony riguarda l'origine dei suoi attacchi, avvenuta per la vista dell'amputazione delle dita della mano del sign. Satriale, proprietario della macelleria Da Satriale per non aver onorato debiti di gioco. La macelleria verrà requisita dai Soprano che ne faranno il covo delle loro attività. 
Tornati a casa, Johnny rimprovera il figlio per aver ignorato il divieto, ma lo loda per essere stato coraggioso.